# Lymantriades yulei
Lymantriades yulei är en fjärilsart som beskrevs av Bethune-Baker 1904. Lymantriades yulei ingår i släktet Lymantriades och familjen tofsspinnare. Inga underarter finns listade i Catalogue of Life.